# شهرستان گونگگار
شهرستان گونگگار (به لاتین: Gonggar County) یک منطقهٔ مسکونی در چین است که در لهوکا واقع شده‌است. شهرستان گونگگار ۲٬۲۸۳ کیلومتر مربع مساحت و ۵۰٬۰۰۰ نفر جمعیت دارد.